# ギ・ド・モーパッサン
アンリ・ルネ・アルベール・ギ・ド・モーパッサン（Henri René Albert Guy de Maupassant、1850年8月5日 – 1893年7月6日）、通称ギ・ド・モーパッサン（Guy de Maupassant）は、フランスの自然主義の小説家、劇作家、詩人。『女の一生』などの長編6篇、『脂肪の塊』などの短篇約260篇を遺した。
エミール・ゾラの主宰した短編集『メダンの夕』に入れた『脂肪の塊』の評判が高く、作家としての地位を確実にした。ゾラと異なり、厭世的な傾向が強く、人間の愚かさ、みじめさを描いた短編に秀作が多い。

## 生涯

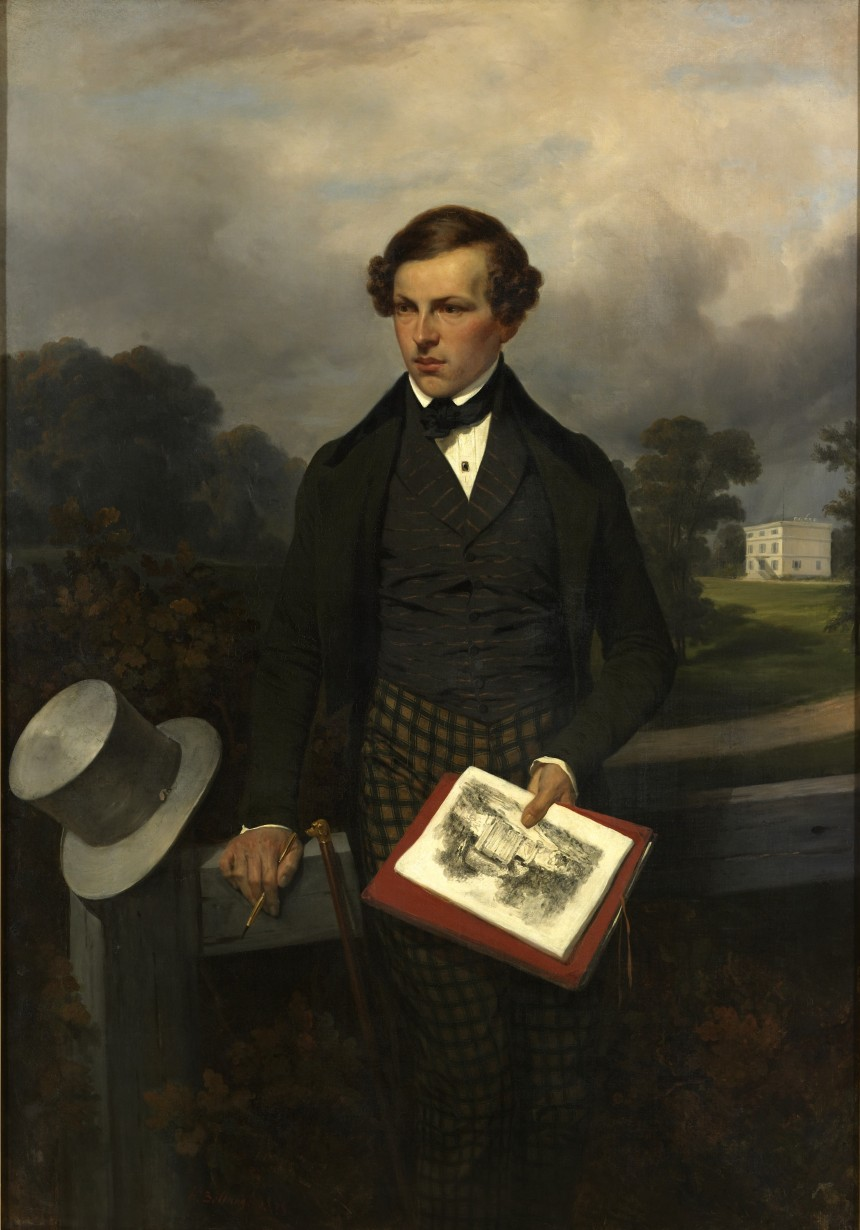
父ギュスターヴ・ド・モーパッサン。イポリット・ベランジェ画、1838年。

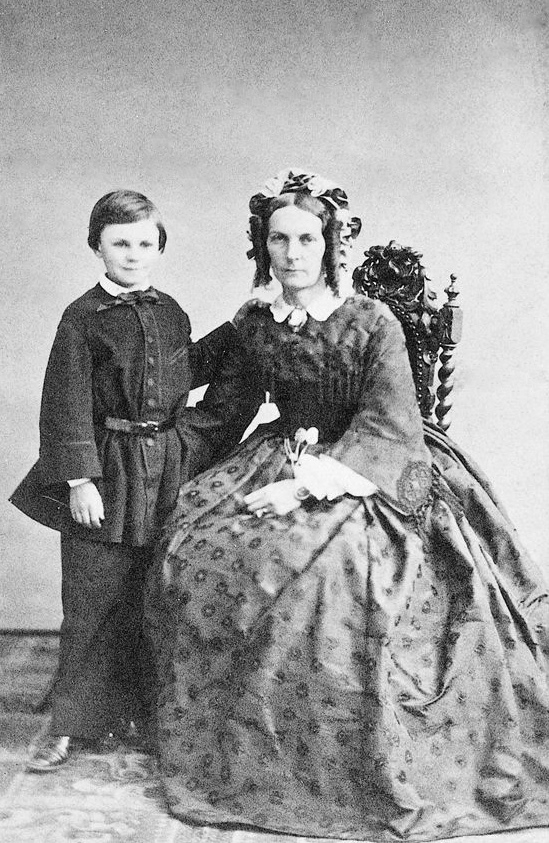
モーパッサンと母ロール。

1850年8月5日、セーヌ＝マリティーム県トゥルヴィル＝シュル＝アルクのシャトー・ド・ミロメニルで生まれた。父はパリの株式仲買人で、母の名前はロール・ル・ポワトヴァン（Laure Le Poittevin）である。
1862年、12歳のときに不仲の父母が別居し、エトルタの別荘で母と暮らすようになった。1863年、イヴトー（Yvetot）の神学校の寄宿舎に入ったがなじめず、1868年ルーアンに移り、1869年、そこのコルネイユ高等中学（Lycée Corneille）でバカロレア資格を得た。1870年パリ大学法学部へ進んだ直後に普仏戦争の遊撃隊（Garde-mobile）として召集されるも敗走した。
1872年、22歳のとき、パリに出て海軍省の小役人になった。伯父の親友で、母の知り合いでもあったギュスターヴ・フローベールの指導を受けるようになる。フロベールの家で、イワン・ツルゲーネフ、ゴンクール兄弟、エミール・ゾラ、ドーデーらに出会い、1875年に短篇『剥製の手』を、1876年に詩『水辺にて』が雑誌に掲載された。翌1877年から先天的梅毒による神経系の異常を自覚するようになった。1878年、文部省へ転じた。
1880年、30歳のとき、ゾラを中心として普仏戦争を扱った同人作品集『メダンの夕』に『脂肪の塊』が掲載され、文豪としての地位を確立した。鋭い筆致で庶民を描いた「ゴロワ」（Le Gaulois）、「ジル・ブラス」（Gil Blas）、フィガロの3紙にも作品を載せ、のち単行本として編纂された。この年、『水辺にて』と短篇『壁』が風俗紊乱の追及を受けた。この頃から神経系の眼疾が悪化し、文部省を休職、1882年に退職した。
1883年、33歳のときの『女の一生』は、ロシアの文豪レフ・トルストイにも評価され、3万部を売り上げた。同年エトルタに別荘を構え、1885年には南仏アンティーブに別荘を買った。1886年、ヨットを持った。活発な執筆出版活動のかたわら、旅も頻繁に出掛け、海浜での水の遊びを好いた。婦人との交友はあったが、生涯結婚はしなかった。この頃になると目は更に悪化していった。
1888年、38歳、不眠症を患い奇行が目立つようになり、1889年には麻酔薬を乱用した。この年のパリ万博に合わせて建ったエッフェル塔を嫌い、眺めずに済むからと、塔1階のレストランで食事した。1891年夏にエクス＝レ＝バンで休養したのち、カンヌで冬を過ごしたが、精神疾患の病状は悪化の一途をたどり、1892年1月6日には自殺未遂を起こしてしまった。
モーパッサンはパリに移送され、1893年7月6日に死去（梅毒による進行麻痺）したのちモンパルナス墓地に葬られた。

## 著作

### 長編
- 1883年：『女の一生』（Une vie）
- 1885年：『ベラミ』（Bel-ami）
- 1887年：『モントリオル』（Mont-Oriol）
- 1887年 - 1888年：『ピエールとジャン』（Pierre et Jean）
- 1889年：『死の如く強し』（Fort comme la mort）
- 1890年：『我等の心』（Notre cœur）

### 短編集

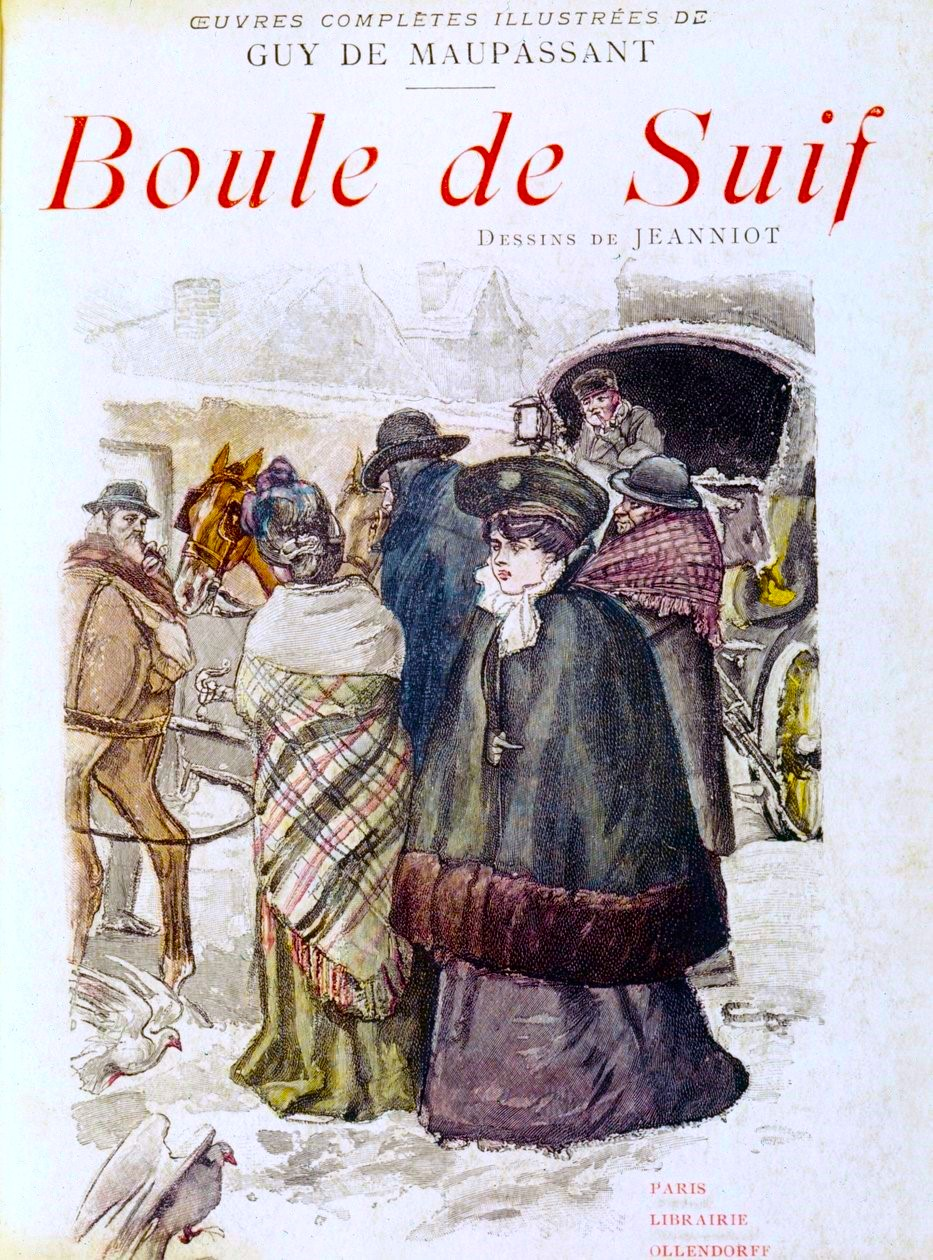
Ollendorff版(1902)の『脂肪の塊』表紙

- 1881年：『テリエ館（英語版）』（La maison Tellier）
テリエ館（英語版）、墓（Les tombales）、水の上（Sur l'eau）、田舎娘の話（Histoire d’une fille de ferme）、家庭（En famille）、シモンのパパ（Le papa de Simon）、野遊び（Une partie de campagne）、春に寄す（Au printemps）、ポールの恋人（La femme de Paul）
- 1882年：『マドモワゼル・フィフィ（英語版）』（Mademoiselle Fifi）
マドモワゼル・フィフィ（英語版）、マロッカ（Marrocca）、狂人か？（英語版）（Un fou?）、目覚め（Réveil）、奇策（Une ruse）、二人の友（英語版）（Deux amis）、泥棒（Le voleur）、クリスマスの夜（Nuit de Noël）、ほか10篇
- 1883年：『山シギ物語』（Contes de la bécasse）
シギ（La bécasse）、モランの豚野郎（Ce cochon de Morin）、狂女（La folle）、メヌエット（Menuet）、恐怖（英語版）（La peur）、木靴（Les sabots）、椅子直しの女（La rempailleuse）、海で（En mer）、遺言（Le testament）、田舎で（Aux champs）、息子（Un fils）、ほか6篇
- 1883年：『月光』（Clair de lune）
月光、狼（Le Loup）、子供（L'enfant）、ゆるし（Le pardon）、モン＝サン＝ミッシェルの伝説（La légende du Mont-Saint-Michel）、マドモワゼル・ココット（Mademoiselle Cocotte）、宝石（Les bijoux）、幽霊（Apparition）、扉（La porte）、父（Le père）、ほか7篇
- 1884年：『ミス・ハリエット』（Miss Harriet）
ミス・ハリエット、遺産（L'héritage）、ロバ（L'âne）、牧歌（Idylle）、紐（英語版）（La ficelle）、みれん（Regret）、ジュール伯父さん（Mon oncle Jules）、ソヴァージュばあさん（英語版）（La Mère Sauvage）、ほか4篇
- 1884年：『ロンドリ姉妹』（Les sœurs Rondoli）
酒樽（Le petit fût）、あいつか？（Lui ?）、ソステーヌ伯父（Mon oncle Sostène）、アンドレの病気（Le mal d'André）、雨傘（Le parapluie）、かんぬき（Le verrou）、再会（Rencontre）、自殺（英語版）（Suicides）、勲章（Décoré !）、ほか6篇
- 1885年：『イヴェット』（Yvette）
イヴェット、帰郷（Retour）、散歩（Promenade）、ベルト（Berthe）、山番（Le garde）、ほか3篇
- 1885年：『昼夜物語』（Contes du jour et de la nuit）
バラ（Rose）、父親（Le père）、告発（L'aveu）、首飾り（La parure）、幸福（Le bonheur）、老人（Le vieux）、卑怯者（Un lâche）、復讐（英語版）（Une vendetta）、手（La main）、乞食（Le gueux）、坊や（Le petit）、本当の話（Histoire vraie）、さよなら（Adieu）、懺悔（La confession）、ほか6篇
- 1885年：『トワーヌ』（Toine）
トワーヌ、口髭（La moustache）、後ろ盾（Le protecteur）、髪（La chevelure）、モンジレ爺さん（Le père Mongilet）、洋服箪笥（L'armoire）、奇形児の母（La Mère aux monstres）、ほか11篇
- 1886年：『パラン氏』（Monsieur Parent）
パラン氏、ベロムとっさんのけだもの（英語版）（La bête à maît' Belhomme）、打ち明け話（英語版）（La Confidence）、軽はずみ（英語版）（Imprudence）、ピン（L'épingle）、発見（Découverte）、孤独（Solitude）、ベッドの傍で（Au bord du lit）、チビ兵士（Petit soldat）、ほか8篇
- 1886年：『ロックの娘』（La petite Roque）
ロックの娘、隠者（L'ermite）、ペルル嬢（Mademoiselle Perle）、猫について（Sur les chats）、救われたわ（Sauvée）、アマブル爺さん（Le père Amable）、ほか4篇
- 1887年：『オルラ』（Le Horla）
オルラ（英語版）、愛（Amour）、あな（Le trou）、クロシェット（Clochette）、合図（Le signe）、悪魔（Le diable）、森で（Aux bois）、家族（Une famille）、山の宿（L'auberge）、浮浪者（Le vagabond）、ほか3篇
- 1888年：『ユッソン夫人の善行賞』（Le rosier de Madame Husson）
ユッソン夫人の善行賞（英語版）、失敗（Un échec）、殺人犯（L'assassin）、マルティーヌの娘（La Martine）、夜会（Une soirée）、離婚（Divorce）、狂人（Un fou）、意趣返し（La Revanche）、ほか5篇
- 1889年：『左手』（La main gauche）
アルーマ（Allouma）、従卒（L'ordonnance）、兎（Le lapin）、或る宵（Un soir）、港（Le port）、死んだ女（La morte）、ほか5篇
- 1890年：『あだ花』（L'inutile beauté）
あだ花（英語版）、かんらん畑（Le champ d'olivier）、蠅（Mouche）、ためし（L'épreuve）、廃兵（L'infirme）、誰が知る（Qui sait ?）、ほか5篇
- 1900年：『行商人』（Le colporteur）（没後）

### 短編
- 1875年：『剥製の手』（La main d'écorché）
- 1877年：『聖水授与者』（Le donneur d'eau bénite）
- 1880年：『壁』（Le mur）
- 1880年：『脂肪の塊』（Boule de suif）
- 1885年：『狂人の手紙』（Lettre d'un fou）

没後
- 1899年：『ペール・ミロン』Le Père Millon

### 戯曲
- 1876年：『稽古』（Une répétition）
- 1878年：『レチュヌ伯爵夫人』（La Comtesse de Rhétune）
- 1879年：『昔がたり』（Histoire du vieux temps）
- 1890年：『ミュゾット』（Musotte）
- 1893年：『家庭の平和』（La paix du ménage）

### 詩・詩集
- 1876年：『水辺にて』（Au bord de l'eau）、『日射病』（Un coup de soleil）、『最後の逃走』（La dernière escapade）など
- 1880年：『詩集』（Des vers）

### 旅行記
- 1884年：『太陽の下に』（Au soleil）
- 1888年：『水の上』（Sur l'eau）
- 1890年：『放浪生活』（La vie errante）

## 訳書
モーパッサン作品は、20世紀初頭（明治30年代）より訳・刊行され、詳細は、書誌学サイト『モーパッサンを巡って』に網羅されている。
以下の一覧は比較的近年刊行のみ。
- 杉捷夫訳 『女の一生』、岩波文庫（改版1983） ISBN 9784003255025
- 新庄嘉章訳 『女の一生』、新潮文庫（改版2012） ISBN 9784102014011
- 田辺貞之助訳 『ベラミ』、新潮文庫（改版2000） ISBN 9784102014059
- 杉捷夫訳 『ベラミ 上・下』、岩波文庫（改版1995） ISBN 9784003255032, 9784003255032
- 杉捷夫訳 『モントリオル 上・下』、岩波文庫（復刊2005） ISBN 9784003255353, 9784003255360
オーヴェルニュ地方アンバルに湧きだした温泉でひと儲けを画策するユダヤ人銀行家の妻クリスチァーヌの恋愛と失恋を描く。
- 杉捷夫訳 『ピエールとジャン』、新潮文庫（1981、オンデマンド版2001） ISBN 9784108651166
- 杉捷夫訳 『死の如く強し』、岩波文庫（復刊1992） ISBN 9784003255100
- 水野亮訳 『脂肪の塊』、岩波文庫（改版1992）
- 青柳瑞穂訳 『脂肪の塊・テリエ館』、新潮文庫（改版1997、再改版2012） ISBN 9784102014028
- 青柳瑞穂訳 『モーパッサン短編集1』、新潮文庫（改版2006、再改版2013）　ISBN 9784102014066
トワーヌ、酒樽、母親、あな、田舎娘のはなし、口髭、狂女、二人の友、ベロムとっさんのけだもの、山の宿、ミロンじいさん、紐
- 青柳瑞穂訳 『モーパッサン短編集2』、新潮文庫 （改版2008） ISBN 9784102014073
アンドレの災難、野あそび、首かざり、奇策、軽はずみ、家庭、クリスマスの夜、勲章、父親、目ざめ、夫の復讐
- 青柳瑞穂訳 『モーパッサン短編集3』、新潮文庫（改版2006）ISBN 9784102014080
蠅、ポールの恋人、水の上、従卒、春に寄す、月光、肖像画、木靴、牧歌、廃兵、帰郷、アマブルじいさん
- 前田晃訳 『生の誘惑（イヴェット）』、岩波文庫（復刊1996）ISBN 9784003255124
- 河盛好蔵訳 『メゾンテリエ 他三編』、岩波文庫（改版1991）ISBN 9784003255063
メゾンテリエ、聖水授与者、ジュール伯父、クロシェット
- 杉捷夫訳 『ペルル嬢 他七篇』、岩波文庫（復刊1989）ISBN 9784003255087
ペルル嬢、モランの豚野郎、海の上の事、田園挿話、乞食、山番、狼、ある復讐の話
- 榊原晃三訳 『モーパッサン怪奇傑作集』、福武文庫（1989）ISBN 9784828831022
手、水の上、山の宿、恐怖その一、恐怖その二、オルラ、髪の毛、幽霊、だれが知ろう?、墓、痙攣
- 宮原信訳：謎、第三書房（1988） ISBN 9784808624613
- 杉捷夫訳：かんらん畑、第三書房（1988） ISBN 9784808622589
- 田辺純夫訳：山小屋、第三書房（1988）
- 佐野一男訳：みれん、第三書房（1988）ISBN 9784808626297
- 杉捷夫訳：ミス・ハリエット、第三書房（1988） ISBN 9784808626211
- 秋山晴夫訳：椅子直しの女、第三書房（1988） ISBN 9784808622213
- 小泉清明訳：二つの愛の物語、第三書房（1988） ISBN 9784808625535
- 三木治訳：初雪、第三書房（1988） ISBN 9784808625238
- 横部徳三郎訳：ジュール叔父さん、第三書房（1988）ISBN 9784808623500
- 青柳瑞穂ほか訳 『モーパッサン全集 第1巻』、春陽堂書店（1965）
女の一生、ベラミ、モントリオル、ピエールとジャン、死のごとく強し、太陽の下へ、水の上、放浪生活
- 青柳瑞穂ほか訳 『モーパッサン全集 第2巻』、春陽堂書店（1965）
剥製の手、ほか短篇191
- 青柳瑞穂ほか訳 『モーパッサン全集 第3巻』、春陽堂書店（1966）
狂人、われらの心 ほか

以下は新訳版
- 高山鉄男訳 『モーパッサン短篇選』、岩波文庫（2002） ISBN 9784003255131
水の上、シモンのパパ、椅子直しの女、田園秘話、メヌエット、二人の友、旅路、ジュール伯父さん、初雪、首飾り、ソヴァージュばあさん、帰郷、マドモワゼル・ペルル、山の宿、小作人
- 高山鉄男訳 『脂肪のかたまり』、岩波文庫（2004） ISBN 9784003255018
- 永田千奈訳 『女の一生』、光文社古典新訳文庫（2011） ISBN 9784334752262
- 山田登世子編訳 『モーパッサン短篇集』、ちくま文庫（2009） ISBN 9784480426598
みれん、ざんげ、ジュールおじさん、ミス・ハリエット、首飾り、旅にて、森のなか、逢いびき、オンドリが鳴いたのよ、ピクニック、宝石、男爵夫人、めぐりあい、水の上、死せる女、亡霊、眠り椅子、死者のかたわらで、髪、夜
- 中村佳子訳 『ベラミ』、角川文庫（2013） ISBN 9784041007532
- 笠間直穂子訳 『わたしたちの心』、岩波文庫（2019） ISBN 9784003255148
- 渡辺響子訳 『モン゠オリオル』、幻戯書房〈ルリユール叢書〉（2023） ISBN 9784864882798
- 太田浩一訳 『脂肪の塊／ロンドリ姉妹　モーパッサン傑作選』、光文社古典新訳文庫（2016） ISBN 9784334753399
- 太田浩一訳 『宝石／遺産 モーパッサン傑作選』、光文社古典新訳文庫（2018） ISBN 9784334753894
- 太田浩一訳 『オルラ／オリーヴ園 モーパッサン傑作選』、光文社古典新訳文庫（2020） ISBN 9784334754310
- 太田訳の旧版『モーパッサン傑作選』、角川春樹事務所・ハルキ文庫（1998） ISBN 9784894564824
剥製の手、聖水係の男、シモンのパパ、水の上、わら椅子なおしの女、マドモワゼル・ココット、宝石、初雪、雨傘、髪の毛、火星人、あだ花、女主人、すくわれたわ、ロンドリ姉妹
- 石阪さゆり・嶋田貴夫・清水佳代子・山本一訳 『モーパッサン残酷短編集』、梨の木舎（2004） ISBN 9784816604034
マロカ―アルジェリアの女、モン＝サン＝ミッシェルの伝説、ためしてはみたけれど、ベルト、ロバ、猫―アンティーブ岬にて、通夜
- 石田明夫訳 『ミス・ハリエット』、パロル舎（1998） ISBN 9784894191839
- 太田浩一訳 『ロックの娘』、パロル舎（1998） ISBN 9784894191822

## 伝記（近年）
- 村松定史 『モーパッサン　人と思想』清水書院、新装版2015年。入門書
- アンリ・トロワイヤ 『モーパッサン伝』足立和彦訳、水声社、2023年
- 足立和彦 『モーパッサンの修業時代　作家が誕生するとき』水声社、2017年